# Loin des yeux de l'Occident
Albums de Daniel Balavoine
Vendeurs de larmes
(1982) Balavoine au Palais des sports
(1984)
Singles
1. Pour la femme veuve qui s'éveille
Sortie : Octobre 1983
2. Les petits lolos
Sortie : 16 février 1984
3. Frappe avec ta tête
Sortie : 1989 (édition posthume)

Loin des yeux de l’Occident est le septième et avant-dernier album de Daniel Balavoine, sorti en 1983. Il a été entièrement écrit, composé et interprété par l'artiste. Il s’est vendu à 250 000 exemplaires et fut certifié disque d'or.
Le claviériste suisse Patrick Moraz, anciennement du groupe britannique Yes, joue sur une chanson de cet album. 

## Historique
Pour la mise en musique de cet album, il s’aide du synthétiseur Fairlight CMI, constitué d’ordinateurs reliés à un système de claviers, une technique peu commune à l'époque. Les sons du synthétiseur Fairlight sont notamment présents sur le titre Pour la femme veuve qui s’éveille.
Les textes abordent, comme l’indique l’intitulé de l’album, des situations particulièrement éloignées des réalités occidentales.
- La condition des femmes en Afrique Noire, au Kazakhstan et en Chine : Pour la femme veuve qui s’éveille.
- La torture dans les pays d’Amérique latine est évoquée dans deux chansons (à l'époque de nombreux pays y étaient soumis à des dictatures militaires). Ces chansons sont Frappe avec ta tête hommage à Miguel Estrella et Revolución qui décrit les Mères de la place de Mai, en Argentine, ayant défilé des années durant pour protester contre la disparition de leurs proches. À noter sur cet album, la présence du claviériste suisse Patrick Moraz, anciennement des groupes britanniques Yes et Moody Blues, sur la chanson Partir avant les miens.

Les autres thèmes abordés sont :
- La mort avec la chanson Partir avant les miens.
- La drogue avec Poisson dans la cage.
- La fidélité vue à travers une équipe de football avec Supporter.
- Les jeunes adolescentes, avec Les Petits Lolos où il évoque sans détour son attirance pour les lolitas, à la sortie des « écoles », et pour l'une d'elles, qui « a toujours des pensées / si fines ».

## Liste des chansons
Tous les titres sont écrits et composés par Daniel Balavoine.
| No | Titre                             | Durée |
| -- | --------------------------------- | ----- |
| 1. | Pour la femme veuve qui s'éveille | 5:31  |
| 2. | Supporter                         | 4:15  |
| 3. | Les Petits Lolos                  | 4:01  |
| 4. | Frappe avec ta tête               | 5:00  |
| 5. | Vidéo "Série noire"               | 3:59  |
| 6. | Partir avant les miens            | 5:07  |
| 7. | Poisson dans la cage              | 4:01  |
| 8. | Élu par les bœufs                 | 3:58  |
| 9. | Revolución                        | 5:23  |

## Personnel

### Les musiciens
- Daniel Balavoine : chant, chœurs, claviers, piano, percussions
- Alain Pewzner : guitare, chœurs
- Yves Chouard : guitare, chœurs
- Christian Padovan : basse, chœurs
- Patrick Moraz : claviers sur Partir avant les miens
- Philippe Patron : claviers, chœurs
- Jean-Hervé Limeretz : claviers
- Joe Hammer : batterie, percussions, chœurs
- Jean-Paul Batailley : percussions
- Ron Aspery : saxophone

#### Réalisation
- Daniel Balavoine : réalisation, conception pochette
- Andy Scott : réalisation, prise de son
- Ben Kape : prise de son
- Léo Missir : supervision
- Jean-Paul Théodule : conception pochette
- Gérard Rancinan, Patrick Cosse, Richard Schroeder, Sygma : photos

## Certifications
| Pays          | Certification | Date | Ventes certifiées |
| ------------- | ------------- | ---- | ----------------- |
| France (SNEP) | Or            | 1983 | 100 000           |